# Vele Srakane (Mali Lošinj)
Pour l’article homonyme, voir Vele Srakane.
Vele Srakane est une localité de Croatie située sur l'île de Vele Srakane et dans la municipalité de Mali Lošinj, comitat de Primorje-Gorski Kotar. En 2001, la localité comptait 8 habitants.

## Démographie
| 1948 | 1953 | 1961 | 1971 | 1981 | 1991 | 2001 |
| ---- | ---- | ---- | ---- | ---- | ---- | ---- |
| 119  | 109  | 92   | 17   | 16   | 9    | 8    |